# Anomalie (Meteorologie)
Unter einer Anomalie versteht man in der Meteorologie die Abweichung einer meteorologischen Größe wie der Jahresmitteltemperatur oder der Niederschlagsmenge von ihrem Mittelwert. Meist handelt es sich dabei um einen zeitlichen Mittelwert, doch auch bei Abweichungen von räumlichen Mittelwerten spricht man von Anomalie. Eine Anomalie kann unvermittelt auftreten und über mehrere Jahre anhalten.
Beispielsweise kann die Hitzewelle in Europa 2003 als Anomalie bezeichnet werden. Zuletzt folgten die globalen Temperaturanomalien in den Jahren 2021, 2022, 2023 und 2024, wobei der Juni 2024 der dreizehnte Monat in Folge war, der einen globalen Temperaturrekord für den jeweiligen Monat erreichte.
Temperaturanomalien können auf einem Klimastreifen grafisch dargestellt werden.